# جين ديلغادو
جين ديلغادو (بالإنجليزية: Jane Delgado)‏ هي عالمة نفس أمريكية، ولدت في 17 يونيو 1953.